# Myotubularin

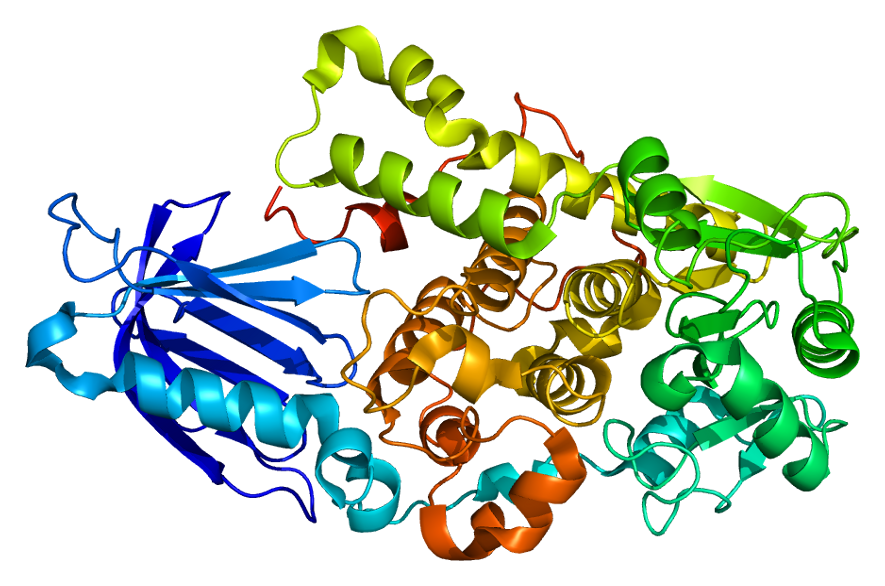
Lidský myotubularin MTMR2

Myotubulariny jsou enzymy ze skupiny fosfatáz, schopné odstraňovat fosfátové skupiny z třetího uhlíku glycerolového skeletu některých fosfatidylinositidů: konkrétně defosforylují fosfatidylinositol-3-fosfát a fosfatidylinositol-3,5-bisfosfát. Vyskytují se u celé řady eukaryotických organismů, člověk má 14 genů pro myotubulariny, stejně jako většina obratlovců (ačkoliv je zřejmě jejich značná část sama o sobě katalyticky inaktivní). Funkce myotubularinů není ještě zcela definovaná. Ví se, že defosforylují fosfatidylinositoly, tedy fosfolipidy, které hrají důležitou roli ve vezikulárním transportu buněk. Studie ukazují, že tímto způsobem mimo jiné ovlivňují tzv. Wnt signalizační kaskádu (hrají totiž roli v retromerové recyklaci Wls/MIG-14 receptorů nutných pro vylučování Wnt glykoproteinů).